# Tephromela
Tephromela M. Choisy (brunetka) – rodzaj grzybów z rodziny Tephromelataceae. Ze względu na współżycie z glonami zaliczany jest do grupy porostów.

## Systematyka i nazewnictwo
Pozycja w klasyfikacji według Index Fungorum: Tephromelataceae, Lecanorales, Lecanoromycetidae, Lecanoromycetes, Pezizomycotina, Ascomycota, Fungi.
Nazwa polska według W. Fałtynowicza.

## Gatunki występujące w Polsce
- Tephromela atra (Huds.) Hafellner 1983 – brunetka nadobna
- Tephromela grumosa (Pers.) Hafellner & Cl. Roux 1985 – brunetka ponura

Nazwy naukowe na podstawie Index Fungorum. Nazwy polskie według W. Fałtynowicza.